# Ловато Варгас, Хуан Исаак
Хуан Исаак Ловато Варгас (исп. Juan Isaac Lovato Vargas; 21 сентября 1904, Кито — 14 января 2001, Кито) — эквадорский политик, государственный, общественный и дипломатический деятель. Юрист. Педагог, профессор, ректор Центрального университета Эквадора, редактор. Первый посол Эквадора в СССР (1970) и Польше.

## Биография
Окончил Национальный высший колледж, затем Центральный университет Эквадора. В 1933 году получил диплом юриста; в 1934 году он возглавил университетскую кафедру гражданского процессуального и судебного права.
Профессор Центрального университета Эквадора на протяжении более тридцати лет. Был деканом факультета права и социальных наук в течение двух периодов, ректором.
Член Социалистической партии Эквадора.
Был генеральным секретарём Конгресса и Исполнительного комитета эквадорской социалистической партии, редактором печатного орган партии — журнала «La Tierra» («Земля»).
Один из основателей и вице-президент Конфедерации трудящихся Эквадора (примыкающей к эквадорской компартии).
В 1945 году избран депутатом от провинции Пичинча в Национальное учредительное собрание Эквадора, депутат Национального конгресса Эквадора, министр социальной защиты и труда, возглавлял управление Генерального прокурора страны, член Верховного Суда, Председатель Законодательного комитета, член постоянного Верховного избирательного трибунала, юридический советник многих государственных деятелей, член Консультативного совета министерства иностранных дел и Отечественной хунты национальной обороны (1942), член совета муниципалитета Кито, президент Федерации юристов Эквадора, суда чести адвокатов Кито, действительный член Академии юристов Кито.
Возглавлял делегации Эквадора на совещании в Сан-Хосе-де-Коста-Рика по заключению Конвенции о защите прав человека; был делегирован в ООН для участия в заседаниях, посвящённых морскому праву.
Первый посол Эквадора в СССР и Польше.
Был президентом Советского института культуры в Эквадоре. Член совета журнала процессуального права «Iberoamericana», участник Международных конгрессов по процессуальному праву в Мексике, Пуэрто-Рико, Сан-Паулу.
Член Президиума Всемирного Совета Мира, участник нескольких заседаний Совета в Москве, Варшаве, Софии, Мехико, Нью-Йорке, Мадриде. Член секции юридических наук Дома эквадорской культуры, доктор Honoris Causa университета Андина Симона Боливара (Сукре (Боливия)).
Награждён Большим Крестом «Национального ордена Заслуг» Республики Эквадор и премией муниципалитета Кито им. Эухенио Эспехо.
Среди работ, написанных им: «Аналитическая программа эквадорского гражданского процессуального права» в 10 томах, за которую он получил премию Центрального университета Эквадора; «Конституционные принципы эквадорского процессуального права», «Конституционные принципы эквадорского Закона о труде»; «Идеальный развод», «El Derecho Contemporáneo» и другие труды по вопросам права и юриспруденции.